# Cosmorhoe tunkinskata
Cosmorhoe tunkinskata là một loài bướm đêm trong họ Geometridae.